# HD 28185
 HD 28185 — звезда в южном созвездии Эридан. Звезда имеет видимую звёздную величину +7.81m, и, согласно шкале Бортля, её можно увидеть на идеально-тёмном небе (англ. Excellent dark-sky site) не только в бинокль, но и даже невооруженным глазом.
Из измерений, полученных во время миссии Gaia, HD 28185 имеет параллакс 25,3642 мс, что соответствует расстоянию 128,6 св. лет (39,43 пк).

## Свойства звезды
Спектральный класс HD 28185 — G5V, что означает, что звезда очень похожа на Солнце: её масса (1,0 {\displaystyle M_{\bigodot }}) и радиус (1,15 {\displaystyle R_{\bigodot }}) практически такие же, как у нашего Солнца, но сама звезда немного ярче (1,18 {\displaystyle L_{\bigodot }}), также это указывает на то, что водород в ядре звезды потребляется в ходе термоядерного синтеза, то есть звезда находится на главной последовательности. Звезда излучает энергию со своей внешней атмосферы при эффективной температуре около 5 609 К, что придаёт ей жёлтый оттенок звезды G-типа.
Звезда имеет поверхностную гравитацию 4,33 СГС или 213,8 м/с2, что несколько меньше солнечной (274,0 м/с2). Звезды, имеющие планеты, имеют тенденцию иметь большую металличность по сравнению с Солнцем и HD 28185 имеет гораздо большую металличность чем Солнце: содержание железа в ней относительно водорода составляет 173 % от солнечного. Вращаясь с экваториальной скоростью около 2 км/с (то есть со скоростью чуть меньше солнечной), этой звезде требуется порядка 30 дней, чтобы совершить полный оборот.
По оценкам хромосферной активности звезды, возраст HD 28185 составляет около 2,9 млрд. лет. С другой стороны, эволюционные модели дают возраст около 7,5 млрд. лет. Однако, более высокая светимость и более длительный период вращения указывают на больший возраст звезды. Т.о. возраст, приведённый в обобщающей работе и равный 5,36 млрд. лет, можно считать правильным, то есть HD 28185 незначительно (на 0,75 млрд. лет) старше нашего Солнца.
Радиальная гелиоцентрическая скорость звезды очень высока и равна +50 км/с и это показывает, что звезда является посетителем из другой части Галактики, а также значит, что звезда удаляется от Солнца со скоростью почти в 5 раз большей, чем у местных звёзд Галактического диска.

## Планетная система
В 2001 году на орбите вокруг звезды была обнаружена экзопланета, аналогичная по размеру Юпитеру, имеющая период обращения 1,04 года и обозначенная HD 28185 b. В отличие от многих внесолнечных планет, она имеет низкий эксцентриситет орбиты. Планета получает столько же энергии от звезды HD 28185, сколько получает наша Земля от Солнца, что привело к предположениям о возможных обитаемых лунах этой планеты. Кроме того, численное моделирование предполагает, что планеты с малой массой, расположенные в точках Лагранжа газового гиганта, будут стабильными в течение длительных периодов. Существование планеты было независимо подтверждено Программой поиска планет с помощью Магеллановых телескопов в 2008 году.